# Anisogomphus solitaris
Anisogomphus solitaris är en trollsländeart som beskrevs av Maurits Anne Lieftinck 1971. Anisogomphus solitaris ingår i släktet Anisogomphus och familjen flodtrollsländor. IUCN kategoriserar arten globalt som akut hotad. Inga underarter finns listade i Catalogue of Life.